# Sørøya (Finnmark)
Sørøya (nordsamisk: Sállan) (ofte kaldt den grønne ø i nord) er en stor ø i Troms og Finnmark. Den er Norges fjerde største ø efter areal og Norges største ø uden fastlandsforbindelse (Svalbard ikke medregnet). Den vestlige del af Sørøya udgør så godt som hele Hasvik kommune og alle kommunens 1.100 indbyggere bor her (2015). Den østlige del ligger i Hammerfest kommune og har 85 indbyggere (2015).

## Hasviks geografi
Hasvik kommune består hovedsagelig af fire småbyer:
- Hasvik, hvor det er flyveplads med tre daglige afgange på hverdage. Her lægger færgen til Øksfjord til, samt hurtigbåden til Hammerfest. I Hasvik er der et hotel med bar, en skole, en kiosk, og en fødevarebutik. Hasvik er kommunens største landsby med over 400 indbyggere.

- Breivikbotn er hvor administrationen og kommunens rådhus ligger. Breivikbotn har også bibliotek, fiskeindustri, pub, og hytteudlejning. Det er også butik og øens eneste bank med minibank. Landsbyen Breivikbotn har 300-400 indbyggere og ligger omtrent 15 km fra Hasvik.

- Sørvær er øens tredje landsby, hvor der bor omkring 200 indbyggere og ligger yderst ud til havgabet. Stedet er bygget på en række holme og skær. Landsbyen har butik, pub, kirke og hytteudlejning. Sørvær ligger omkring 20 km fra Breivikbotn. Det går rutebil til Sørvær nogle gange om ugen. Det udrangerede krigsskib «Murmansk» gik på grund i 1994, lige ud for Sørvær, og demontering og bortskaffelse varede til december 2012.

Dønnesfjorden ligger på yder-/nordsiden af øen; der drives fiskeopdræt der, men stedet er fraflyttet. Her ligger også Dønnesfjord kirke, som blev flyttet efter krigen fra fiskeværet Galten, som ikke blev genopbygget efter krigen.
I Hammerfest kommunes del af Sørøya ligger bebyggelserne Sandøybotn, Langstrand, Hellefjord, Lundhamn og Akkarfjord, hvor det fremdeles bor folk.
Der er mange steder på øen som er fraflyttet. Nogle af disse er Skarvfjord, Slettnes, Breivik og Børfjord. I Børfjord blev kortfilmen Året gjennom Børfjord optaget i 1991. Popgruppa a-ha benyttet dele av denne film i musikvideoen "Lifelines" fra 2002.

## Fiskeri
Hasvik kommune markedsfører sig som «storfiskens rige».
Hvert år i juli arrangeres der en havfiskefestival i Sørvær på sydsiden af øen. Sørøya er kendt for store fisk og dette er nogle af fiskerekorderne for stangfiskeri på stedet:
- Torsk: 47,2 kg,
- Plettet havkat: 22,95 kg,
- Helleflynder: 196,5 kg,
- Sej: 21,1 kg

Erhvervsfiskere benytter andre fiskeredskaber, men de opgiver at de får fisk som er væsentlig større end de som er noteret på fiskestang.